# Graham Sharp
Pour les articles homonymes, voir Sharp.
Henry Graham Sharp, né le 19 décembre 1917 à Londres et mort le 2 janvier 1995 à Poole en Angleterre, est un patineur artistique britannique. Il a été huit fois champion de Grande-Bretagne, mais aussi champion d'Europe et du monde en 1939.

## Biographie

### Carrière sportive
Graham Sharp domine le patinage artistique masculin de son pays pendant les années 1930. Il succède à Jack Page et deviendra huit fois champion de Grande-Bretagne entre 1934 et 1948.
Sur le plan international, il est au sommet de sa carrière entre 1936 et 1939. Il obtient une 5e place aux Jeux olympiques d'hiver de 1936 à Garmisch-Partenkirchen, mais surtout quatre médailles mondiales et quatre médailles européennes. Après avoir été trois fois consécutivement vice-champion d'Europe et vice-champion du monde, il devient en 1939 champion d'Europe à Davos et champion du monde à Budapest.
Appelé sous les drapeaux pendant la Seconde Guerre mondiale, il est grièvement blessé lors de la campagne d'Italie, mais cela ne l'empêche pas de revenir à la compétition après la guerre. Il gagne de nouveau deux titres nationaux et participe à deux grandes compétitions internationales en 1948 : les Jeux olympiques d'hiver à Saint-Moritz et les championnats du monde à Davos où il n'atteint pas le podium et doit se contenter à chaque fois de places d'honneur.

## Palmarès
| Compétition                                                        | 1933 | 1934 | 1935 | 1936 | 1937 | 1938 | 1939 | 1940 | 1941 | 1942 | 1943 | 1944 | 1945 | 1946 | 1947 | 1948 |
| Jeux olympiques d'hiver                                            |      |      |      | 5e   |      |      |      | JA   |      |      |      | JA   |      |      |      | 7e   |
| Championnats du monde                                              |      | 6e   | 4e   | 2e   | 2e   | 2e   | 1er  | CA   | CA   | CA   | CA   | CA   | CA   | CA   |      | 6e   |
| Championnats d’Europe                                              |      |      |      | 2e   | 2e   | 2e   | 1er  | CA   | CA   | CA   | CA   | CA   | CA   | CA   |      |      |
| Championnats de Grande-Bretagne                                    | 2e   | 1er  | 1er  | 1er  | 1er  | 1er  | 1er  | CA   | CA   | CA   | CA   | CA   | CA   | 1er  |      | 1er  |
| Légende : JA = Jeux olympiques annulés ; CA = Championnats annulés |      |      |      |      |      |      |      |      |      |      |      |      |      |      |      |      |